# ウッド・B・カイル
ウッド・バービー・カイル（Wood Barbee Kyle、1915年3月3日－2000年10月25日）は、アメリカ海兵隊の軍人、最終階級は少将。